# Rock espagnol
Ne doit pas être confondu avec Rock en espagnol.
Le rock espagnol désigne le rock produit par des groupes et artistes espagnols ou parlant l'espagnol. Bien que la plupart des groupes formés en Espagne chantent en espagnol, il y a beaucoup d'autres qui chantent en anglais, français et italien; en plus de ceux chantant en langues régionales tel le catalan, le galicien, le basque ou encore l'aragonais.

## Histoire

### Émergence

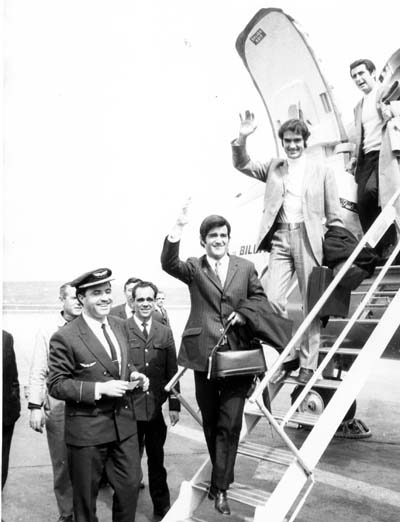
Dúo Dinámico.

Le rock émerge en Espagne relativement tôt. Les premiers albums de Bill Haley and His Comets, Elvis Presley et autres solistes, ont été publiés avec une certaine régularité - et quelques mois en retard - dans le pays dès 1956-1957. Elle ne fait aucun écho au sein de la presse ; du moins dans les premiers mois. Le système politique de l'époque, était une dictature autoritaire de type conservateur - la dictature du général Franco - qui, à la fin des années 1950, essayait de s'intégrer dans le contexte européen, abandonnant par la force les voies semi-fascistes des années 1940, et présentant une certaine ouverture socioculturelle et esthétique.
Contrairement aux idées reçues, le régime franquiste ne dénigrera, n'interdira, ni même n'opprimera le rock 'n' roll. Les gouvernements successifs du général Franco, en fait, ne prêteront aucune attention au phénomène. Il est vrai que la censure officielle a retardé la sortie de certains films, modifié les couvertures de certains albums et même veto à la publication de certaines chansons, mais il n'y a jamais eu de répression systématique de la part du régime. Dans tous les cas, durant la deuxième moitié des années 1950, et pour ces raisons, l'Espagne devient aussi mature que le reste des pays voisins (France et Italie) en ce qui concerne l'avènement du rock 'n' roll.
L'arrivée du genre se fait en quatre phases. D'une part, la publication plus ou moins régulière de documents originaux. De l'autre, les médias qui, malgré la censure, ont fait écho de cette « nouvelle mode américaine ». En troisième lieu, en raison de l'influence italienne et française (les prémices du rock 'n' roll espagnol étant très conditionnées par ce qui venait de ces deux pays, dont l'influence musicale et culturelle était écrasante). Et, enfin, par l'existence de plusieurs bases militaires américaines dans la péninsule.
Les bases américaines jouent un rôle indéniablement significatif quant à l'émergence du rock en Espagne à la fin des années 1950. Les premiers foyers du rock espagnol étaient justement Madrid (où se situait la base de Torrejón), Saragosse (qui avait sa base américaine), Séville, Cadix (avec Morón de la Frontera et la base navale de Rota), Barcelone et Valence (qui n'avaient pas encore leurs bases, mais qui recevait fréquemment la VI Flota).
Mais il ne faut pas perdre de vue les influences française et surtout italienne. En dehors du musicien français Johnny Hallyday, les rockeurs flirtants avec Peppino di Capri, Adriano Celentano ou encore Renato Carosone seront déterminants dans la naissance du rock espagnol. Ce filtre « euro-méditerranéen », qui adoucit notamment la rudesse et la provocation des musiciens américains (Elvis Presley, Jerry Lee Lewis, Chuck Berry, Little Richard...), est décisif, surtout les premiers temps (1956-1960). Quant à la presse spécialisée, elle donne naissance entre 1956 et 1958, à des revues musicales comme Discofilia, Mosaico musical et Música y canciones qui, sans se focaliser principalement sur la musique moderne, incluent, dans leurs articles, des informations sur le rock publié et labels du genre.

### Années 1960

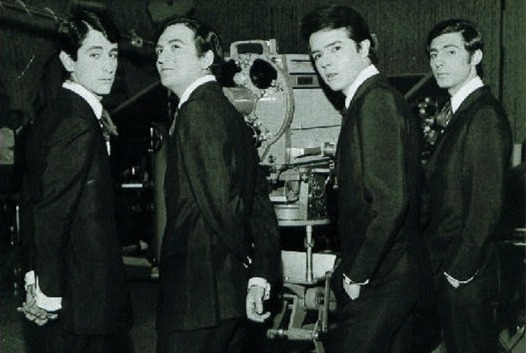
Los Brincos en 1964.

À partir de 1960, le rock commence son expansion et son essor en Espagne. Entre 1960 et 1961, de nombreux nouveaux groupes et solistes apparaissent à travers le pays : Mimo y Los Jumps, Los Pekenikes, Los Sonor, Los Catinos, Los Flecos, Micky y Los Tonys, Los Relámpagos, Los King's Boys, The Brisks et bien d'autres.
Les médias qui, jusque-là l'avaient presque ignoré, commencent à lui attribuer de l'intérêt. Et pas seulement à la radio, où naissent des espaces qui lui sont exclusivement dédiés - comme le légendaire Vuelo 605 -, présenté par Ángel Álvarez ; et beaucoup d'autres), mais même à la télévision (qui appartenait exclusivement à l'État). Ainsi, les programmes de variétés existants sur TVE tels que Los Amigos del Martes, Gran Parada et Escala en Hi-Fi commencent à diffuser des concerts et play-backs d'artistes et de succès rock du moment.
Dans plusieurs villes, des concerts hebdomadaires commencent à être programmés, durant lesquels les jeunes groupes, qui n'ont pas encore enregistré d'album, ont l'occasion de se présenter face à un public aussi jeune qu'eux - le prix des billets était très abordable ; dans le même genre de ce qui, à cette époque, était fait à Paris à l'Olympia. À Barcelone, ce sont les soirées à El Pinar qui sont mises en avant.
En 1963, la scène connaît un boom évident. La présence du rock augmente à tous les niveaux et la jeunesse espagnole le reconnaît comme une forme d'expression. De l'Italie et, surtout, de la France vient le phénomène yéyé qui, au-delà de la comédie musicale, couvre les aspects esthétiques, littéraires, cinématographiques, de la mode, etc. et qu'en Espagne, il acquiert une importance particulière. Des artistes féminines telles que Gelu, Karina, Rosalie, Lita Torelló, Lorella, Ana Belén, Marisol, et Rocío Dúrcal émergent. Côté artistes masculins émergent Mochi et, surtout, Raphael (qui jusqu'en 1969 a maintenu une ligne pop évidente et qui, d'ailleurs, était le premier artiste espagnol du genre - dans un sens laxiste - pour obtenir un succès international, surtout en Amérique latine). Pendant ce temps, l'expansion de la surf music américaine et le succès mondial des britanniques The Shadows conditionnent les nouveaux groupes de rock espagnols, dont beaucoup favorisent les morceaux instrumentaux et l'utilisation de la réverbération et de l'écho dans leurs morceaux.
Mais c'est à partir de 1964 que le véritable boom du rock et de la pop en Espagne se fait sentir. C'est au cours de cette année que les Beatles deviennent un phénomène mondial et que l'invasion britannique se produit, ce qui affecte toute la planète. Les nouveaux styles de rock britannique (beat et rhythm and blues) s'imposent partout, révolutionnant le monde du rock 'n' roll et du pop et donnant naissance à de nombreux groupes et mouvements de jeunesse sur les cinq continents.
Entre 1964 et 1970, le rock et la pop atteignent leur apogée dans l'Espagne franquiste. La radio, la télévision, la presse, le cinéma, la publicité, la littérature, la mode, l'art et toute la société sont soumis à son influence. Malgré l'idéologie réactionnaire et autoritaire du régime, la nouvelle mode prévaut au point de conditionner presque toutes les manifestations culturelles, sociales et esthétiques du pays pendant ces années.

### Années 1970

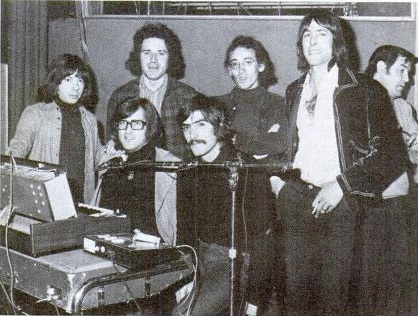
Triana, le groupe le plus important du rock andalou.

Pour une raison ou une autre, la vérité est que, en 1973, la scène underground se retrouve épuisée et, après son passage, la situation du rock espagnol change radicalement par rapport à la fin des années 1960. À l'exception de cas spécifiques, le genre perd le public de la décennie précédente. Le public et les médias sont alors plus enclins aux chansons légères, aux chanteurs nationaux (dans le style de Julio Iglesias et Camilo Sesto) et surtout aux italiens ; les auteurs-compositeurs (qui connaissent un gros boom entre la fin des années 1960 et le début des années 1970) et surtout la musique disco émergente. Le rock espagnol n'est plus la principale référence des nouvelles générations, et sa présence dans les médias, du moins de masse, est beaucoup moins importante.
Cependant, il faut mentionner, l’apparition fugace, entre 1973 et 1976, de ce qui est appelé le gypsy rock, issu à l'époque de la minorité tzigane qui vivait dans les ghettos de certaines grandes villes espagnoles dont les rythmes étaient fondés sur la rumba gitane, la copla, les chansons de prison et le flamenco. Plus qu'un véritable mouvement, c'est une création de l'industrie musicale ; mais, malgré sa courte vie, le genre obtient un succès populaire notable, donnant naissance à des groupes et artistes comme Las Grecas (dont le premier album s'intitule justement Gipsy Rock), Los Chorbos, Los Amaya, et El Luis. Après sa disparition, le gypsy rock, encore présent dans certains groupes gitans comme Los Chunguitos, influence toute la scène rumbera et gitane des années qui suivront (qui n’a rien à voir avec le rock).

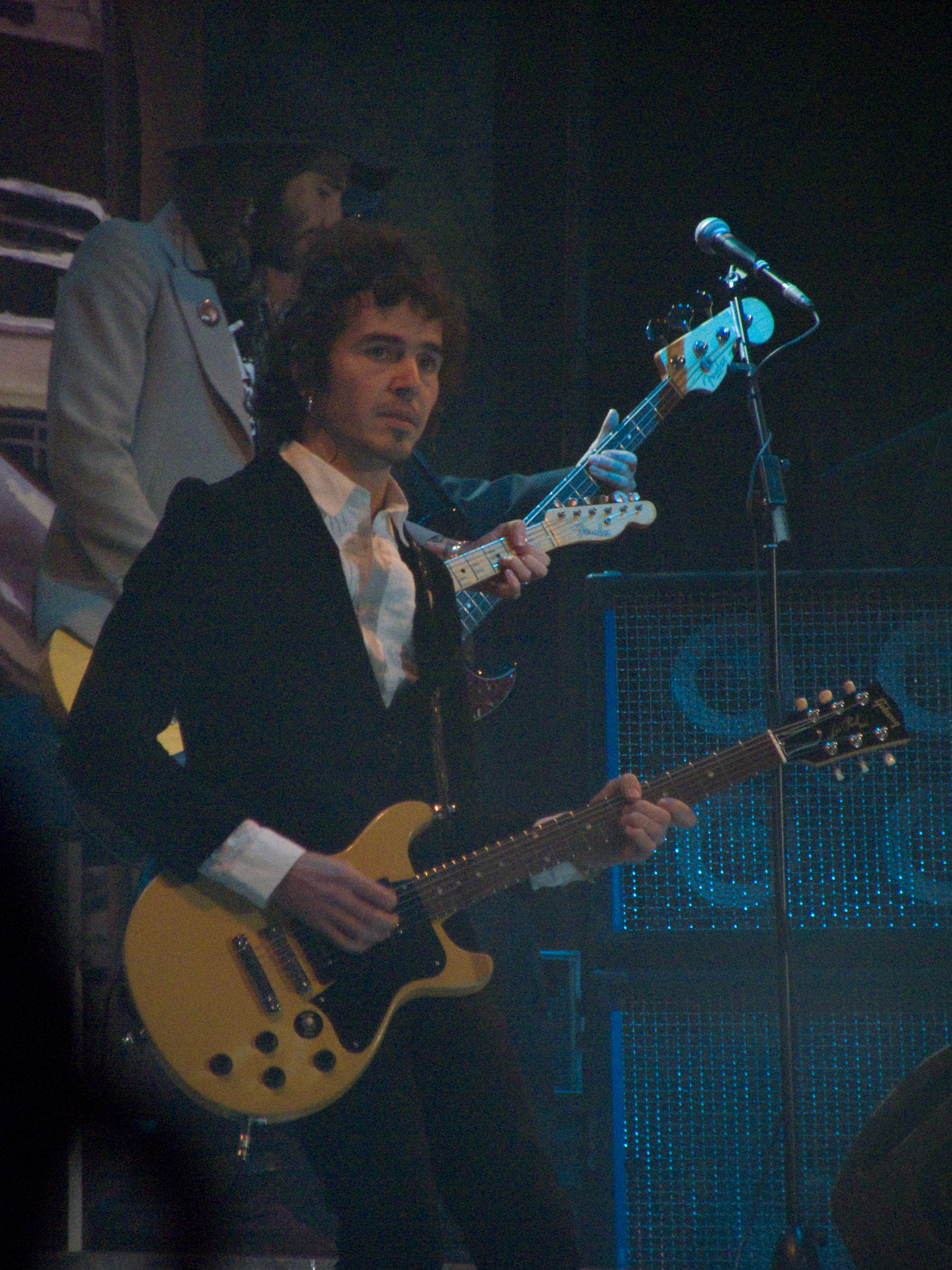
Pereza en concert.

De nouveaux groupes commencent à apparaître en 1973, prêts à tirer parti de l'expérience progressive, à assimiler les nouveaux courants internationaux et à combler le vide créé sur la scène nationale. Ainsi, en Catalogne, des groupes tels que Companyia Elèctrica Dharma, Iceberg, Pegasus et Música Urbana, donnent naissance à un mouvement connu à son époque sous le nom de Rock Laietá ; et, à leurs côtés, d'autres tels que Suck Electrònic Enciclopèdic, Macromassa et Perucho se consacrent en parallèle à des sons expérimentaux et artistiques, plus liés à la musique électronique et à ce qui se fait dans des pays comme l'Allemagne (krautrock). En Galice, Emilio Cao publie ses premiers albums, directement attribuables à la folk psychédélique, dans lesquels il mélange la musique psychédélique, la musique progressive et de la musique celtique issues de la tradition galicienne. Dans d'autres parties du pays, apparaissent Block, Araxes II, Crack, Pep Laguarda et Tapineria, Agamemnon, Tilburi, Itoiz ou Ibio. Une majeure partie de ces groupes jouent du rock symphonique (genre qui, à cette époque, dominait la scène mondiale) et qui ajoutent parfois des éléments de musique traditionnelle. Ils chantent tous principalement dans leur langue maternelle (castillan, catalan, galicien ou basque).
Dans les tous les cas, c'est en Andalousie que le rock symphonique espagnol atteint sa popularité maximale, illuminant développant ainsi le rock andalou. Des groupes se développent tels que Gualberto, Lole y Manuel, Goma, Imán, Cai, Azahar, Guadalquivir, et Alameda. Parmi eux, le groupe Triana, devenu une icône de la scène du rock andalou.
La scène du rock espagnol voit paraître durant la fin des années 1970, le punk rock et la new wave. Des groupes tels que les groupes Kaka de Luxe, Ramoncín y W.C. et La Banda Trapera del Río émergent et sont considérés comme les premiers représentants du punk espagnol, et d'autres comme Mortimer, Danger et Almen TNT, surprennent les critiques, fans et médias. 
Ce qui, il y a quelques années, était une scène variée, mais homogène et reconnaissable, change et se divise en deux courants très distincts. D'un côté, il y a des groupes qui, après la disparition du phénomène yéyé, pratiquent ce qui pourrait être considéré comme l'équivalent espagnol de la bubblegum pop (ou chewing gum music) à l'époque aux États-Unis et au Royaume-Uni.

### Années 1980

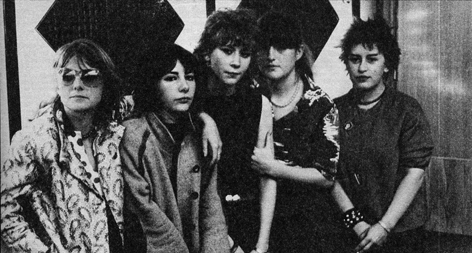
Las Chinas en 1979.

L'expansion du punk rock provoque l'apparition, entre 1978 et 1979, d'une infinité de groupes pendant une période appelée la Nueva Ola española (en français : « Nouvelle vague espagnole »), qui est plus tard rebaptisée la Movida.
À cette période, nombre de groupes émergent à Madrid tels que Radio Futura, Alaska y los Pegamoides, Aviador Dro y sus Obreros Especializados, Glutamato Ye-Yé, Nacha Pop, Los Secretos, Los Zombies, Los Elegantes, Los Módulos, Los Bólidos, Paraíso, Las Chinas, Los Ejecutivos Agresivos, Rubi y los Casinos, Ella y los Neumáticos et Clavel y Jazmín, OX Pow. Mais, dans le même temps, d'autres groupes émergent dans d’autres régions du pays. Ainsi, à Barcelone surgissent Los Rebeldes, Los Rápidos, Último Resorte, et GRB ; à León, et au Pays basque espagnol et Zarama, ainsi que les musiciens argentins de Tequila, Moris et Roque Narvaja, installés à Madrid, qui contribueront à l'émergence de la pop espagnole. Bien que stylistiquement différents, leurs points communs se trouvent dans leurs influences punk rock et new wave, un apolitisme total en termes de paroles (ce que certains ont alors qualifié d’absence d’engagement), la négation des sons, et l'esthétique des années 1970.

### Années 1990
L’arrivée de la nouvelle décennie ne semble, à première vue, pas avoir trop changé la scène du rock espagnol. Entre 1990 et 1992, le rock espagnol continue de jouir d'une présence hégémonique aux niveaux social et culturel ; et des groupes ayant émergé dans les années 1980 tels que Loquillo y los Trogloditas, La Unión, Barricada, Duncan Dhu, Los Ronaldos, Seguridad Social, Mecano et autres gagnent un succès d'estime en matière de ventes. Certains nouveaux groupes apparaissent au tournant de la décennie.
Progressivement, les anciens groupes des années 1980 disparaissent. La majorité se dissout et d'autres - ceux qui restent actifs - s'éloignent du rock et vendent moins d'albums. Les nouvelles générations d'adolescents espagnols des années 1990 et les « baby-boomers » des années 1980, cessent de voir le rock et la pop comme une référence. À partir de 1993-1995, la montée de la musique électronique et la consolidation de la culture rave (discothèques, sons électroniques, festivals, épiphanie du rôle de disc jockey) modifient la scène jeune.
Toujours au début des années 1990, l'indie pop ou le rock indépendant, peut-être considéré comme le mouvement le plus important, le plus original et le plus caractéristique des années 1990 dans le rock espagnol ; et celui qui, au fil des ans, finit par identifier la décennie.

### Années 2000–2020
Les années 2000 assistent à une crise sans précédent de la scène rock mondiale dont les ventes records ne seront pas reconnues par la presse spécialisée numérique,. Dans le cas de l'Espagne, le pays passe de la huitième place du marché mondial du rock pour occuper la treizième position et cela aboutit à une politique commerciale controversée et, dans une certaine mesure, irrégulière de la part des multinationales. Ainsi, tentant de minimiser des pertes, les major mettent en œuvre des stratégies conservatrices et peu imaginatives, consistant essentiellement dans la promotion de morceaux minimalistes et simplistes,,.
Au tournant du millénaire, des groupes au caractère très commercial émergent, destinés à un jeune public, et sont très bien accueillis pendant quelques années. Ils incluent des groupes comme El Canto del Loco, La Oreja de Van Gogh, Pignoise, et El Sueño de Morfeo,.
Dans le même temps, les groupes nouvellement formés dont le style, étant commercial, n’était pas aussi simplifié et unidirectionnel que les précédents, atteint également le sommet des charts. Ils incluent notamment Sloth, Pereza, Elefantes, Vetusta Morla, Love of Lesbian (les deux derniers étant considérés comme indie pop de la décennie qui précède et surtout, Amaral (qui deviendra le groupe le plus vendeur de rock espagnol au cours du nouveau siècle),. À leurs côtés, des groupes et chanteurs dont la carrière avait commencé des décennies plus tôt tels que Enrique Bunbury (ancien chanteur des Héroes del Silencio), les Argentins Andres Calamaro, Loquillo, Los Enemigos, Manolo García, Los Secretos, Fangoria, voir Jaime Urrutia (ex-Cabinet Caligari) continuent à jouir du succès.
Mais la principale nouveauté au cours de cette décennie est la montée d'un mouvement qui, à l'époque (en Espagne, comme ailleurs dans le monde) s'appelle le « métissage des sons » (ou mestiza en espagnol). En dehors de ses véritables origines (en particulier du rock latino et de la world music), le genre atteint le succès international dès la fin des années 1990, avec notamment le musicien français Manu Chao (en solo et avec son groupe Mano Negra), qui jouait fondamentalement une fusion entre pop, rock, sonorités latines et caribéennes, reggae, musique africaine, musique arabe, hip-hop, flamenco et la gumbs espagnole.
Des représentants du mestiza incluent des groupes et artistes ayant vu le jour au cours des dernières années 1990 et au nouveau siècle, comme Estopa, Macaco, Amparanoïa, O'Funk'Illo, Jarabe de Palo, Ojos de Brujo, Café Quijano, Pastora, Canteca de Macao, La Cabra Mecánica, Muchachito Bombo Infierno et Bebe, qui connaissent un succès commercial considérable dans les années 2000.

## Xixón sound
Le Xixón sound est un terme utilisé pour désigner tous les groupes asturiens, en particulier à Gijón, des années 1990, liés au mouvement rock alternatif. Le terme est couramment utilisé vers le début des  années 1990. Plus médias locaux tels que El País, Mondosonoro, et El Comercio, se sont intéressés au genre.